# Francesco Ciampi (attore)
Francesco Ciampi (Prato, 12 dicembre 1966) è un attore, sceneggiatore, regista e produttore cinematografico italiano.

## Biografia
Debutta nel mondo del cinema come comparsa nel 1988 nel film Caruso Pascoski (di padre polacco) di Francesco Nuti e nel 1993 nel film Caino e Caino di Alessandro Benvenuti ha la sua prima piccola parte nel ruolo di un prete, poi nel 1995 fa una parte nel film I laureati di Leonardo Pieraccioni con il quale lavorerà anche in altri film come Fuochi d'artificio, Finalmente la felicità, Un fantastico via vai e Se son rose. Negli anni 2000 recita in altri film tra cui Un'estate al mare di Carlo Vanzina e Cenci in Cina nel quale ricopre le vesti di attore protagonista, sceneggiatore e produttore del film.
Nel 2019 è il protagonista di Forse è solo mal di mare, diretto da Simona De Simone, con Maria Grazia Cucinotta, Annamaria Malipiero, Beatrice Ripa, Paolo Bonacelli, Barbara Enrichi.
Sempre nel 2019 partecipa al docufilm sulla storia del famoso Cocktail Negroni, interpretando il nipote del Conte, Lamberto. Looking for Negroni, diretto da Federico Micali, con Claudio Bigagli.
Nel 2020 è protagonista insieme a Luca Calvani nel film Il Cacio con le Pere, diretto dallo stesso Calvani, con Geppi Cucciari, Piotr Adamczyk, Anna Safroncik, Elena Di Cioccio, Marta Zoffoli, Gianluca Gori, Carolina Gonnelli, Alessio Sardelli, Alessandra Costanzo.
Nel 2021 partecipa alla realizzazione del film Gabriel's Rapture nel ruolo del sarto, diretto da Tosca Musk sorella di Elon Musk patron di Tesla e SpaceX.
Nel 2022 è protagonista insieme a Orfeo Orlando nel film Non aprite quella bara, regia di Matteo Querci, con Tomas Arana, Paolo Hendel, Alessio Sardelli, Gaia Nanni, Barbara Enrichi, David Brandon, Claudio Lobbia.

## Filmografia

### Cinema
- Caino e Caino, regia di Alessandro Benvenuti (1993)
- I laureati, regia di Leonardo Pieraccioni (1995)
- Ritorno a casa Gori, regia di Alessandro Benvenuti (1996)
- Fuochi d'artificio, regia di Leonardo Pieraccioni (1997)
- The Accidental Detective, regia di Vanna Paoli (2003)
- La mia vita a stelle e strisce, regia di Massimo Ceccherini (2003)
- Un'estate al mare, regia di Carlo Vanzina (2008)
- Cenci in Cina , regia di Marco Limberti (2009)
- 10 ragazze, regia di Tessa Bernardi (2010)
- Finalmente la felicità, regia di Leonardo Pieraccioni (2011)
- Un fantastico via vai, regia di Leonardo Pieraccioni (2013)
- Uscio e bottega, regia di Marco Daffra (2013)
- Una vita da sogno, regia di Domenico Costanzo (2013)
- La brutta copia, regia di Massimo Ceccherini (2013)
- La ballata del sacco di Prato, regia di Mirco Rocchi (2014)
- Se son rose, regia di Leonardo Pieraccioni (2018)
- Mare di grano, regia di Fabrizio Guarducci (2018)
- Forse è solo mal di mare, regia di Simona De Simone (2019)
- Il Cacio con le Pere, regia di Luca Calvani (2019)
- Looking for Negroni, regia di Federico Micali (2020)
- Gabriel's Rapture, regia di Tosca Musk (2021)
- Non aprite quella bara, regia di Matteo Querci (2022)

### Televisione
- Il commissario Manara, regia di Luca Ribuoli – serie TV (2011)
- I delitti del BarLume 3, regia di Roan Johnson – serie TV (2013)
- I delitti del BarLume 10, regia di Roan Johnson – serie TV (2022)

## Riconoscimenti
- Tullio d'Oro 2020

Ass.Ex Allievi Ist. Tullio Buzzi - 30 giugno 2021
- Premio Ivano Marescotti

Miglior interpretazione per il film "IL CACIO CON LE PERE" al PFF 2023
- Premio Miglior Attore della Critica

Terra di Siena International Film Festival 2023 --- per il film   "IL CACIO CON LE PERE" regia di Luca Calvani